# Mesterton (släkt)
För alfabetisk namnlista, se Mesterton.
Mesterton är en skotsk släkt som i flera hundra år funnits i Sverige. Under mitten av 1600-talet invandrade handelsmannen Jacob Mesterton som levde i Stockholm, där han nämns 1658 och 1680. Hans son Jacob Mesterton (1673–1720) blev amiralitetskommissarie i Göteborg och far till Carl Mesterton (1715–1773), som blev filosof och verkade i Sverige, Holland och Finland. Han var farfars far till professor Carl Benedict Mesterton.
Bland ättlingarna till Carl Benedict Mesterton märks officeren Nils Mesterton, känd från Ådalshändelserna, bibliotekarien Erik Mesterton, kvinnosakskvinnan Vienna Mesterton, som stred för kvinnors rösträtt, och företagsledaren Robert Mesterton, som var VD för nöjesparken Gröna Lund i Stockholm.

## Stamtavla över kända personer i släktens svenska gren
- Jacob Mesterton, handlande i Stockholm
  - Jacob Mesterton (1673–1720), amiralitetskommissarie i Göteborg
    - Carl Mesterton (1715–1773), filosof och professor
      - Daniel Mesterton (1761–1848), löjtnant vid flottan, kapten, rådman i Åbo, assessor
        - Carl Daniel Mesterton (1797–1830), auktionsdirektör och stadskassör i Åbo
          - Carl Benedict Mesterton (1826–1889), läkare och akademisk lärare
            - Carl Daniel Mesterton (1855–1889), löjtnant 
              - Nils Mesterton (1888–1962) , militär

            - Vienna Mesterton (1865–1946), kvinnosakskvinna
            - Dick Mesterton (1870–1955), tandläkare
              - Erik Mesterton (1903–2004), översättare, kritiker och bibliotekarie
              - Carl Archibald Dick Mesterton (1918–2001), tjänsteman
                - Robert Mesterton (1945–2018), affärsman